# (3785) Kitami
(3785) Kitami es un asteroide que forma parte del cinturón exterior de asteroides y fue descubierto por Tsutomu Seki desde el Observatorio de Geisei, Japón, el 30 de noviembre de 1986.

## Designación y nombre
Kitami fue designado al principio como 1986 WM.
Más tarde, en 1988, se nombró por la ciudad japonesa de Kitami.

## Características orbitales
Kitami está situado a una distancia media de 3,234 ua del Sol, pudiendo alejarse hasta 3,784 ua y acercarse hasta 2,684 ua. Tiene una inclinación orbital de 1,923 grados y una excentricidad de 0,1701. Emplea 2124 días en completar una órbita alrededor del Sol.

## Características físicas
La magnitud absoluta de Kitami es 12,1 y el periodo de rotación de 3,799 horas.